# Conselho Administrativo da National Football League
O Conselho Administrativo da National Football League (National Football League Management Council, em inglês) é uma associação de clubes sem fins lucrativos da Liga Nacional de Futebol (NFL), que representa seus membros nas negociações relativas ao acordo coletivo de trabalho com a Associação de Jogadores da National Football League.
O Conselho é baseado na cidade de Nova Iorque e o seu presidente é o Vice-Presidente Executivo de Relações do Trabalho da NFL, Harold Henderson.